# Лищишин Михайло Зіновійович
 Михайло Зіновійович Лищишин (* 1959) — полковник медичної служби ЗСУ, заслужений лікар України.

## З життєпису
Лікар-хірург-стоматолог вишої категорії.
Керівник Центральної стоматологічної поліклініки.
Головний стоматолог Міністерства оборони України.

## Нагороди та вшанування
- Указом Президента України № 878/2019 від 4 грудня 2019 року за «особисті заслуги у зміцненні обороноздатності Української держави, мужність і самовіддані дії, виявлені у захисті державного суверенітету та територіальної цілісності України, зразкове виконання військового обов'язку» нагороджений орденом Данила Галицького[1].